# Rejon rohatyński
Rejon rohatyński (ukr. Рогатинський район) – dawny rejon w składzie obwodu iwanofrankowskiego na Ukrainie.
Został utworzony w 1939, jego powierzchnia wynosiła 815 km², a ludność liczyła 51 100 osób. Władze rejonu znajdowały się w Rohatynie.
Zlikwidowany w 2020 roku ramach reformy decentralizacyjnej na Ukrainie. Jego ziemie weszły w skład nowego rejonu iwanofrankiwskiego.

## Spis miejscowości
- Babuchów (Бабухів)
- Bereziwka (Березівка)
- Bieńkowce (Беньківці)
- Bojky (Бойки)
- Bukaczowce (Букачівці)
- Czahrów (Чагрів)
- Czercze (Черче)
- Czerniów (Чернів)
- Cześniki (Чесники)
- Danilcze (Данильче)
- Dechowa (Дегова)
- Dibrowa (Діброва)
- Doliniany (Долиняни)
- Dubryniów (Добринів)
- Dziczki (Дички)
- Fraga (Фрага)
- Honoratówka (Гоноратівка)
- Horodyska (Городиська)
- Hrehorów (Григорів)
- Hryhoriwska Słoboda[3] (Григорівська Слобода)
- Jahłusz (Яглуш)
- Jawcze (Явче)
- Józefówka (Йосипівка)
- Junaszków (Юнашків)
- Kamjanka (Кам'янка)
- Kleszczówna (Кліщівна)
- Knihynicze (Княгиничі)
- Kołokolin (Колоколин)
- Koniuszki (Конюшки)
- Korczunok (Корчунок)
- Kozara (Козарі)
- Krywnia (Кривня)
- Kutce (Кутці)
- Lasowe (Лісова)
- Lipówka (Firlejów, Липівка)
- Łopuszna (Лопушня)
- Lubsza (Любша)
- Łuczyńce (Лучинці)
- Łukowiec Wiszniowski (Луковець-Вишнівський)
- Łukowiec Żurawski (Луковець-Журівський)
- Łukowyszcze[4] (Луковище)
- Małyj Załaniw (Малий Заланів)
- Małyniwka (Малинівка)
- Mełna (Мельна)
- Meżyhai (Межигаї)
- Lipica Dolna (Нижня Липиця)
- Lipica Górna (Верхня Липиця)
- Obelnica (Обельниця)
- Olchowa (Вільхова)
- Oskrzesińce (Воскресинці)
- Perenówka (Перенівка)
- Podborze (Підбір'я)
- Podgrodzie (Підгороддя)
- Podkamień (Підкамінь)
- Podmichałowce (Підмихайлівці)
- Podwinie (Підвиння)
- Pohrebiska (Погребівка)
- Pomonięta (Помонята)
- Poświerz (Посвірж)
- Potok (Потік)
- Psary (Псари) ob. (Приозерне)
- Puków (Пуків)
- Putiatyńce (Путятинці)
- Pyłypiwci (Пилипівці)
- Rohatyn (Рогатин)
- Ruda (Руда)
- Sarniki (Сарники)
- Słoboda Bukaczowiecka (Букачівська Слобода)
- Stefanówka (Стефанівка)
- Stratyn (Стратин)
- Świstelniki (Світанок)
- Ujazd (Уїзд)
- Wasiuczyn (Васючин)
- Wierzbołowce (Вербилівці)
- Witań (Витань)
- Wiszniów (Вишнів)
- Woroniów (Воронів)
- Wyhoda (Вигода)
- Wyspa (Виспа)
- Zagórze[5] (Загір'я)
- Zalipie (Залип'я)
- Zaliwki (Заливки)
- Załanów (Заланів)
- Załuże (Залужжя)
- Zieleniów (Зеленів)
- Zrub (Зруб)
- Żołczów (Жовчів)
- Żurawienko (Журавеньки)
- Żurów (Журів)